# Рыбицкий, Евгений Владимирович
Рыби́цкий Евгений Владимирович (1915—1990) — советский архитектор. Лауреат Сталинской премии (1950, лишён в 1955), Заслуженный архитектор РСФСР (1977).

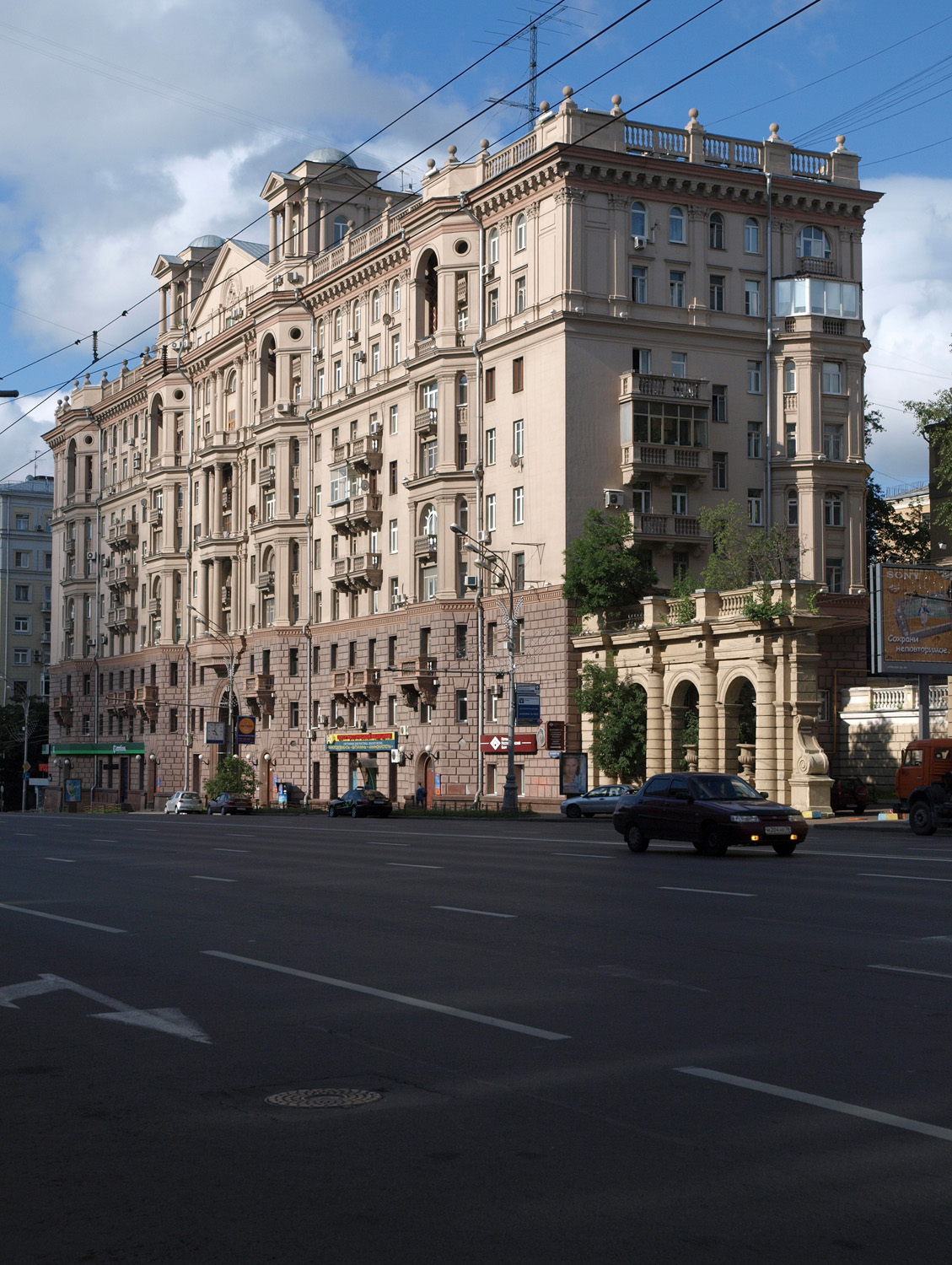
Москва. Ул. Земляной Вал, д. 46—48

## Биография
Евгений Рыбицкий родился 20 марта 1915 года в городке Гадяч Полтавской губернии (ныне Украина). В 1937 году окончил Московский архитектурный институт, а затем — аспирантуру этого института.
Участвовал в конкурсе проектов памятника 26 Бакинским комиссарам, типовых клубов и кинотеатров, принимал участие в проектировании Большого академического кинотеатра в Москве.
Принимал участие в Великой Отечественной войне. Служил в инженерных войсках в звании старшего лейтенанта. Награждён орденом Отечественной войны II степени.
Демобилизовавшись в 1944 году, вступил в Союз архитекторов СССР и начал самостоятельную проектно-строительную деятельность. Член КПСС с 1946 года.
Для Министерства морского флота выполнил проекты морских вокзалов для Риги, Ленинграда, Ялты и Одессы, а также проект здания Министерства. Разрабатывал проекты насосных станций, ремесленных училищ, жилого посёлка Угольного комбината на 4000 человек и других зданий.
Был удостоен Сталинской премии 1950 года за архитектуру жилого дома № 46—48 по улице Чкалова в Москве (ныне — Земляной вал).
Лишён звания лауреата согласно Постановлению Центрального Комитета КПСС и Совета Министров СССР от 4 ноября 1955 года № 1871 «Об устранении излишеств в проектировании и строительстве»:
«Лишить архитектора Рыбицкого звания лауреата Сталинской премии, присужденного ему за жилой дом на улице Чкалова в г. Москве, в проекте которого допущены крупные излишества и недостатки в архитектурном и планировочном решениях».
В 1950—1954 годах участвовал в проектировании санатория имени Ф. Э. Дзержинского в Сочи (вместе с М. И. Мержановым, Г. В. Макаревичем, Г. Д. Борисовым).
Спроектировал с Ю. В. Львовым новый корпус Технологического института в Воронеже (1959—1966).
Здание привольно раскинулось на обрывистых холмах. Московский архитектор Евгений Владимирович Рыбицкий удачно использовал характерный рельеф местности: сооружение причудливыми уступами, в виде террас, спускается к улице Арсенальной. Особенно выразительно оно не с фасада, а как раз с тыльной стороны, когда поднимаешься от Манежной к проспекту Революции. 
Совместно с А. И. Тарановым, М. И. Янишевской, М. М. Медведевым проектировал здание Севастопольского приборостроительного института (1966).
Умер 28 апреля 1990 года. Похоронен на Малаховском кладбище в городе Люберцы Московской области.